# Odwach Staromiejski w Dreźnie
Odwach Staromiejski (niem. Altstädtische Hauptwache, Altstädter Wache, Schinkelwache) – klasycystyczny budynek, znajdujący się w Dreźnie, w dzielnicy Innere Altstadt, przy Theaterplatz. Zaprojektowany przez Karla Friedricha Schinkla gmach jest jedynym zachowanym dziełem tego architekta na terenie Drezna.

## Historia

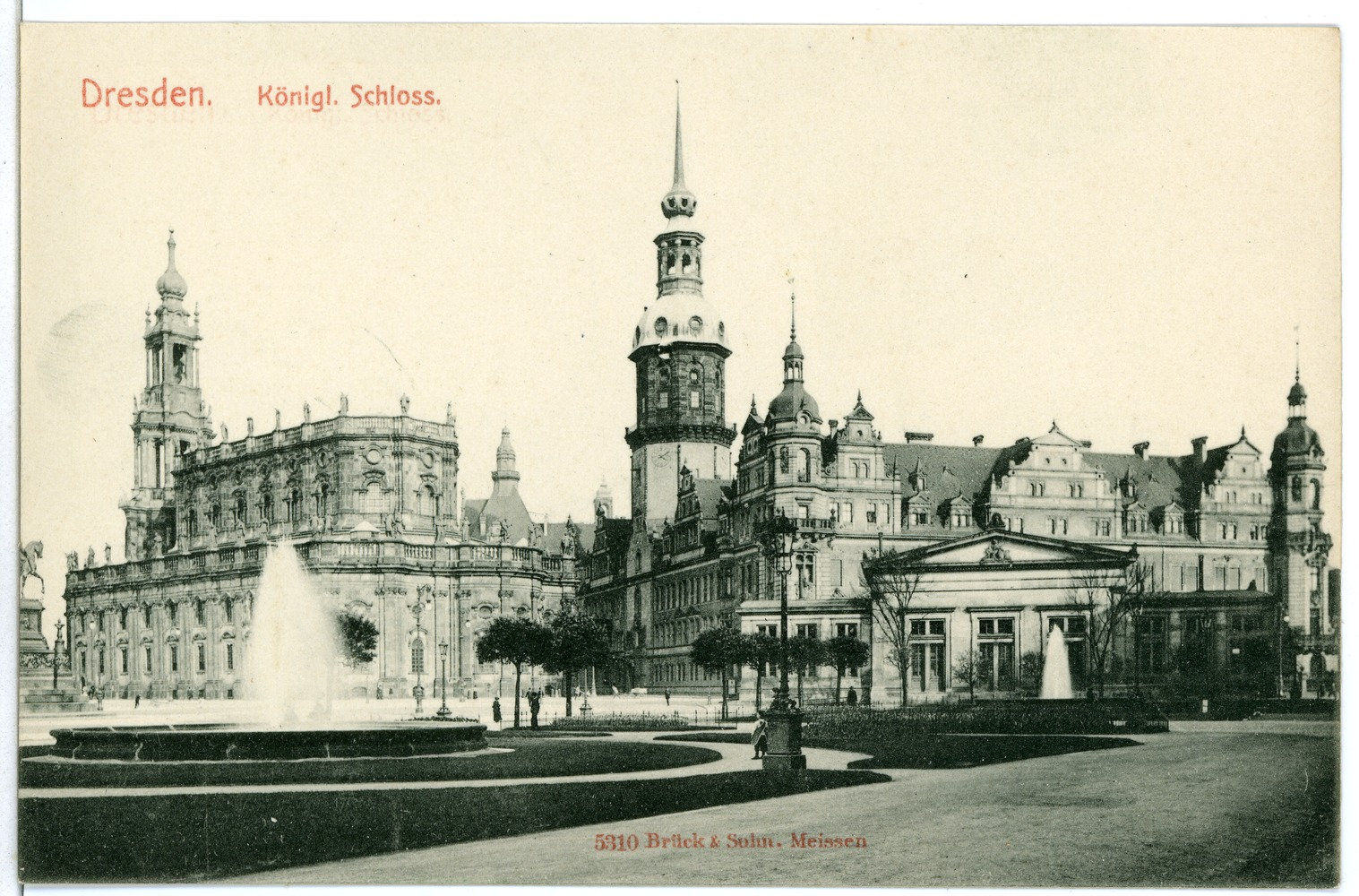
Katedra Świętej Trójcy, zamek drezdeński i Odwach Staromiejski w 1904 roku

Odwach Staromiejski został zbudowany w stylu klasycystycznym w latach 1830–1832 według projektu pruskiego architekta Karla Friedricha Schinkla, pod kierownictwem drezdeńskiego mistrza budowlanego Josepha Thürmera. Budynek powstał po południowej stronie Theaterplatz (Plac Teatralny) na miejscu poprzedniego tego typu obiektu jako posterunek policji, służący do kontrolowania dostępu do zamku drezdeńskiego.
W 1945 roku, podczas bombardowania z okresu II wojny światowej, Odwach Staromiejski został zniszczony. Odbudowę budynku, zrealizowaną z nadaniem jego wnętrzom nowoczesnych form, przeprowadzono w latach 1955–1956. Obecnie gmach mieści kasę biletową Semperoper, kawiarnię Café Schinkelwache, informację turystyczną oraz sklep z pamiątkami.

## Architektura

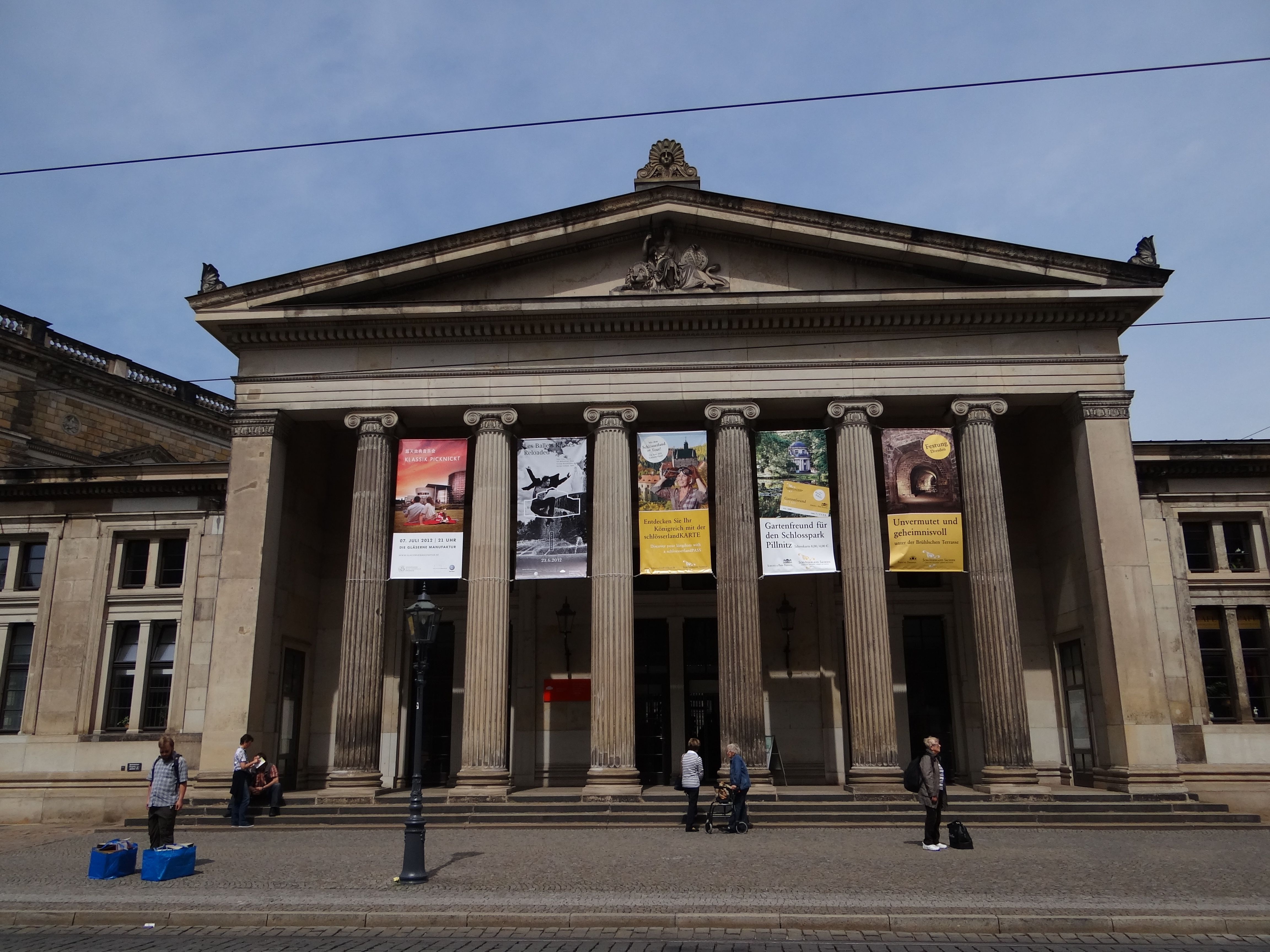
Portyk budynku

Projekt Odwachu Staromiejskiego był wzorowany na jońskiej świątyni, zaś jego styl odzwierciedla założenia berlińskiego klasycyzmu. Ogólna koncepcja architektoniczna budynku podąża za również będącym dziełem Karla Friedricha Schinkla berlińskim Schauspielhausem, zaś jego dość delikatne formy pozwalają mu dopasowywać się do pobliskiego Zwingeru. 
Gmach, determinowany przez proste linie i gładkie powierzchnie ścian, składa się z budynku głównego, posiadającego otwarty na zewnątrz portyk, którego trójkątny szczyt podpierany jest przez sześć jońskich kolumn (każda z nich wykonana jest z pojedynczego bloku piaskowca) oraz znajdujących się po jego obu stronach przejrzyście zaprojektowanych budynków bocznych. Dekoracja rzeźbiarska Odwachu Staromiejskiego jest dyskretna i ogranicza się do tympanonów szczytów budynku głównego: ten z południowo-wschodniego szczytu mieści wykonaną przez Josepha Herrmanna rzeźbę przedstawiającą Saxonię, z kolei w tympanonie północno-zachodniego szczytu znajduje się stworzona przez Franza Pettricha rzeźba przedstawiająca Marsa.